# أغستاش كوسيكي
أغستاش كوسيكي (الاسم العلمي: Agastache cusickii) نوع نباتي يتبع جنس الأغستاش وينتمي إلى الفصيلة الأغستاش.